# Vlag van Hoek

Vlag van Hoek

De vlag van Hoek was een concept gemeentevlag voor de Zeeuwse gemeente Hoek. Deze vlag is in 1970 door ir. A.J. Beenhakker ontworpen omdat Hoek geen eigen vlag had. De beschrijving luidt: 
Drie banen van oranje, wit en blauw van gelijke hoogte; over het geheel een gele broekdriehoek, eindigend in het midden van de vlag, beladen met een geopende rode burcht.
De gele broekdriehoek symboliseert hoek en de rode burcht verwijst naar de buurtschap Mauritsfort. De oranje-wit-blauwe banen toont de prinsenvlag. Deze zijn ontleend uit het gemeentewapen.
Tot 1 april 1970 vormde Hoek een zelfstandige gemeente, toen ging het op in de nieuwe gemeente Terneuzen en daardoor is de concept gemeentevlag geannuleerd. Later werd het ontwerp aangenomen als dorpsvlag.

## Verwante afbeeldingen

Het wapen van Hoek
De prinsenvlag

Boschkapelle
· Cadzand
· Clinge
· Eede
· Graauw en Langendam
· Haamstede
· 's-Heer Arendskerke
· 's-Heerenhoek
· Heille
· Heinkenszand
· Hengstdijk
· Hoedekenskerke
· Hoek
· Hoofdplaat
· Koewacht
· Kwadendamme
· Nieuwerkerk
· Nieuwvliet
· Ossenisse
· Ouwerkerk
· Overslag
· Philippine
· Retranchement
· Rilland
· Scharendijke
· Serooskerke (Schouwen-Duiveland)
· Serooskerke (Veere)
· Sint Anna ter Muiden
· Sint-Annaland
· Sint Kruis
· Sirjansland
· Stoppeldijk
· Yerseke